# Moritz, greve av Sachsen

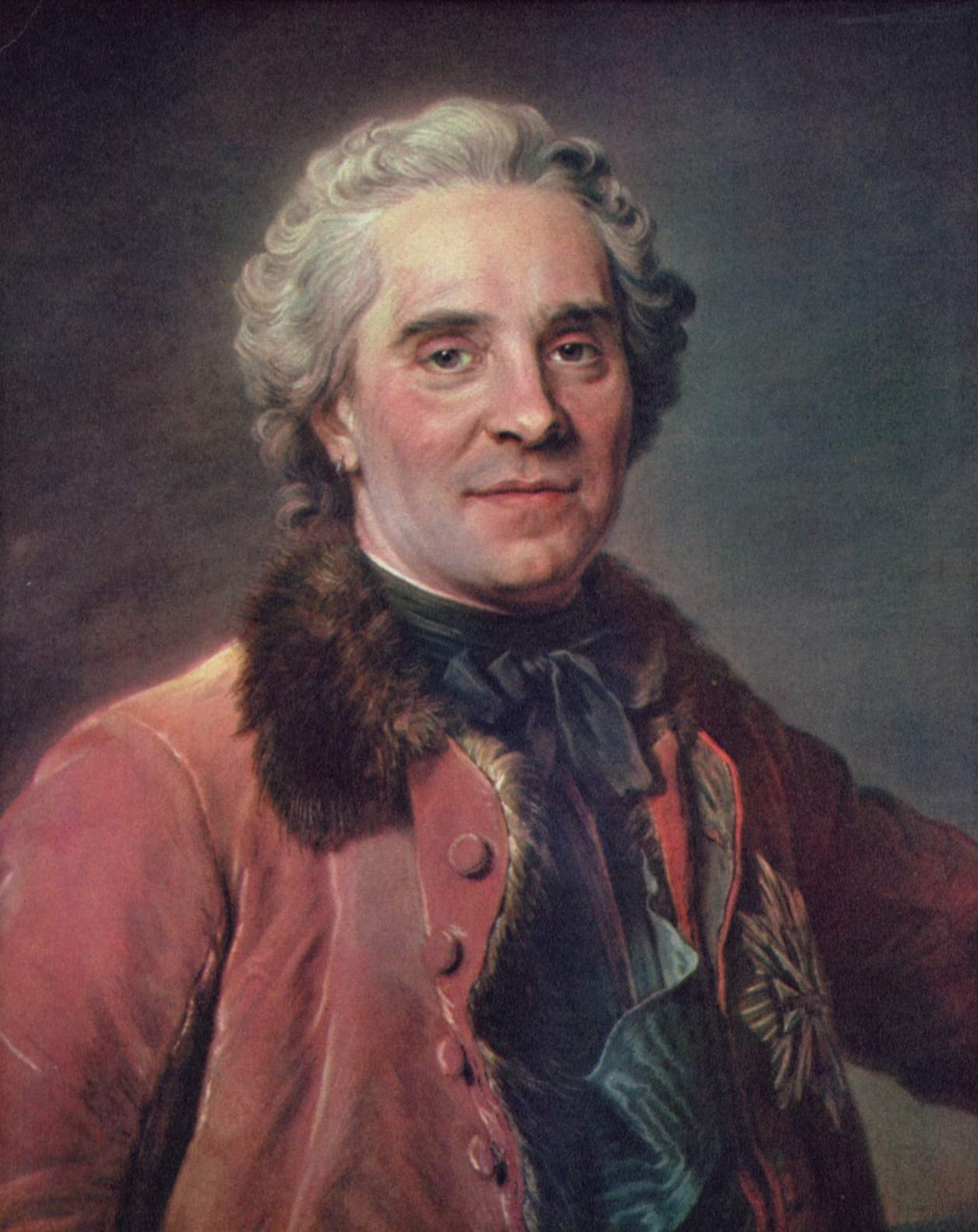
Moritz av Sachsen porträtterad av Maurice Quentin de La Tour 1748.

Moritz av Sachsen, kallad Marskalken av Sachsen, född 28 oktober 1696, död 30 november 1750, greve av Sachsen, marskalk av Frankrike 26 mars 1743. Han var utomäktenskaplig son till August den starke och dennes älskarinna Aurora von Königsmarck.

## Biografi
Moritz legitimerades 1711 av fadern och fick titeln greve av Sachsen. Han kom tidigt i krigstjänst och fick redan 1709 sitt elddop i Nederländerna under Eugen av Savojen. Från 1720 var han i fransk militärtjänst med undantag för åren 1726–29, då han vistades i Kurland och förgäves försökte bli detta lands hertig. Han deltog i polska tronföljdskriget och blev 1734 generallöjtnant. Framför allt var det dock hans tapperhet och stora framgångar i österrikiska tronföljdskriget som gjorde hans namn berömt. Han erövrade 1741 Prag, 1742 Eger och kämpade sedan i Nederländerna, där han 11 maj 1745 vann segern i slaget vid Fontenoy, 1747 stormade Bergen-op-Zoom och slutligen 1748 intog Maastricht. År 1744 upphöjdes Moritz till marskalk av Frankrike och erhöll 1747 värdighet av maréchal général. Efter freden förde han på sitt slott Chambord ett lysande hov.
Moritz författade Mes rêveries, som innehåller för sin tid nya och djupa åsikter i militära ämnen och som utgavs 1751. Lettres et mémoires choisis parmi les papiers originaux du Maréchal de Saxe utgavs 1794.